# زنهي (شميل)
زنهي (بالفارسية: زنهی) هي قرية تقع في إيران في قسم شمیل الريفي. يقدر عدد سكانها بـ 54 نسمة بحسب إحصاء 2016.